# Castelfranco di Sotto
Castelfranco di Sotto is een gemeente in de Italiaanse provincie Pisa (regio Toscane) en telt 11.789 inwoners (31-12-2004). De oppervlakte bedraagt 48,4 km², de bevolkingsdichtheid is 244 inwoners per km².
De volgende frazioni maken deel uit van de gemeente: Orentano, Villa Campanile, Galleno(parte), Chimenti (parte), Staffoli (parte).

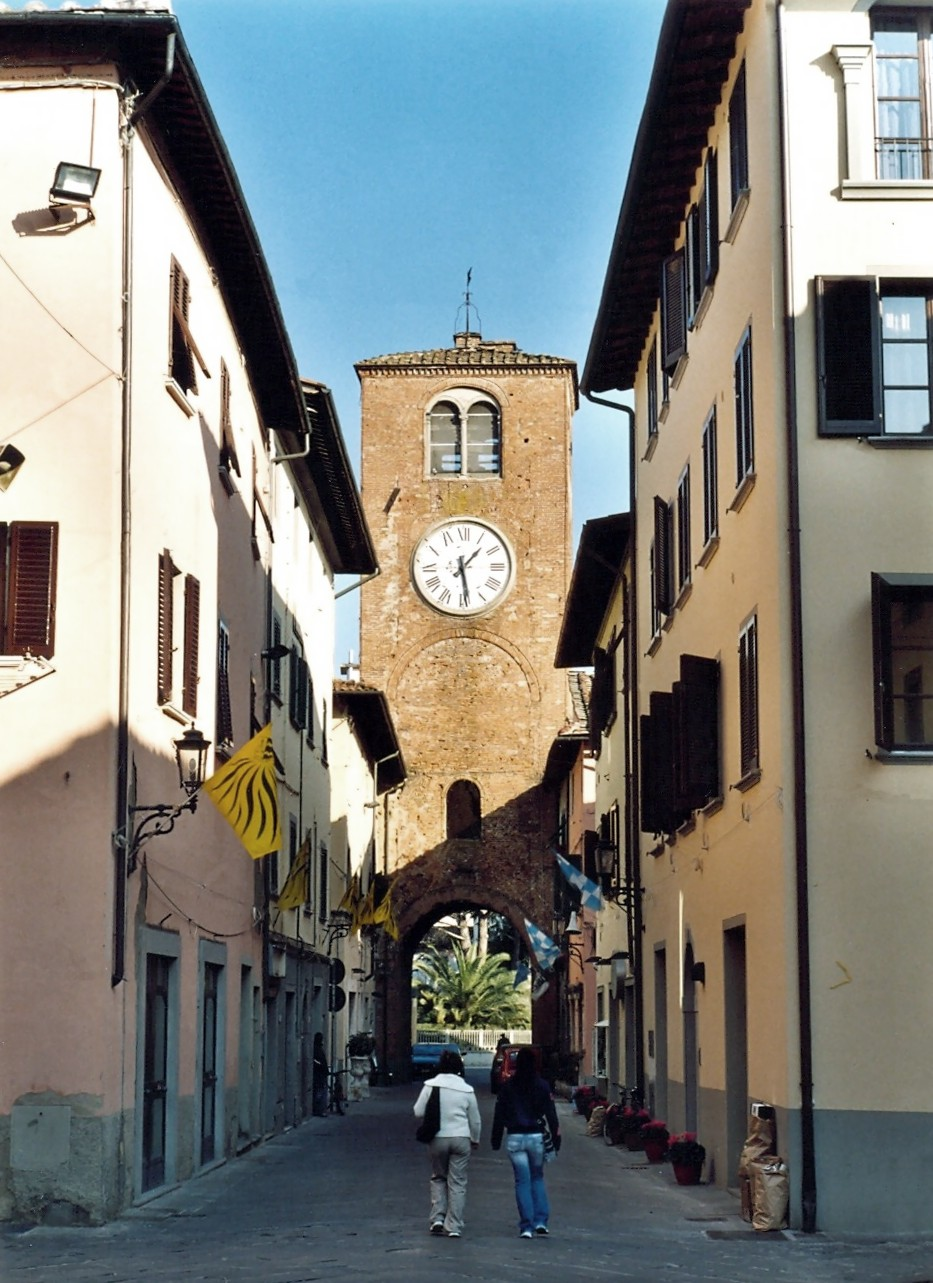
Middeleeuwse toren in Castelfranco di Sotto
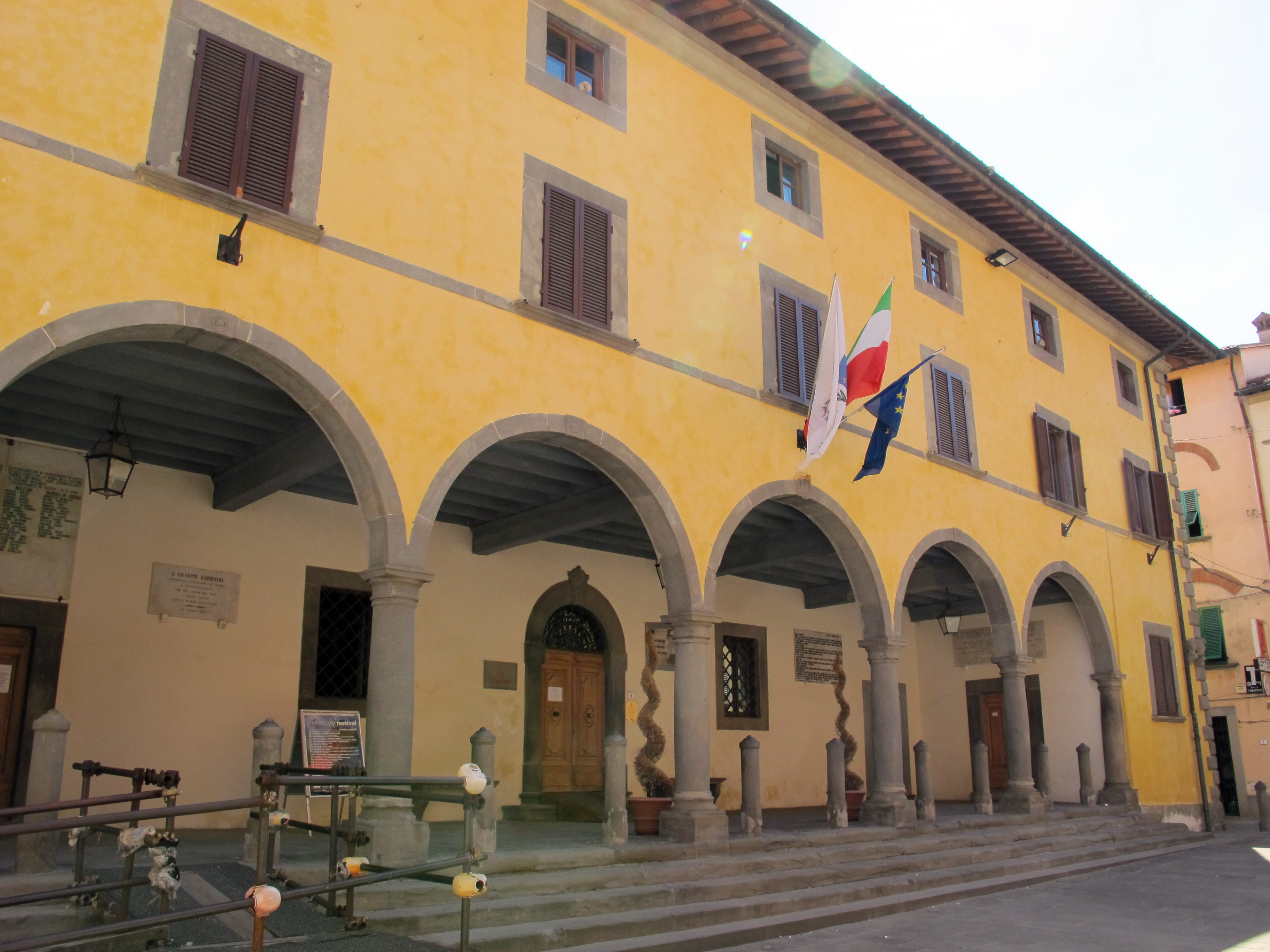
Gemeentehuis

## Demografie
Castelfranco di Sotto telt ongeveer 4322 huishoudens. Het aantal inwoners steeg in de periode 1991-2001 met 5,4% volgens cijfers uit de tienjaarlijkse volkstellingen van ISTAT.
| Jaar | Inwoneraantal |
| ---- | ------------- |
| 1991 | 10.834        |
| 2001 | 11.415        |

## Geografie
De gemeente ligt op ongeveer 16 m boven zeeniveau.
Castelfranco di Sotto grenst aan de volgende gemeenten: Altopascio (LU), Bientina, Fucecchio (FI), Montopoli in Val d'Arno, San Miniato, Santa Croce sull'Arno, Santa Maria a Monte.

## Geschiedenis
In 1966 Castelfranco was overstroomd door de rivier de Arno. Er was geen dode
Bientina · Buti · Calci · Calcinaia · Capannoli · Casale Marittimo · Casciana Terme · Cascina · Castelfranco di Sotto · Castellina Marittima · Castelnuovo di Val di Cecina · Chianni · Crespina · Fauglia · Guardistallo · Lajatico · Lari · Lorenzana · Montecatini Val di Cecina · Montescudaio · Monteverdi Marittimo · Montopoli in Val d'Arno · Orciano Pisano · Palaia · Peccioli · Pisa · Pomarance · Ponsacco · Pontedera · Riparbella · San Giuliano Terme · San Miniato · Santa Croce sull'Arno · Santa Luce · Santa Maria a Monte · Terricciola · Vecchiano · Vicopisano · Volterra
1. ↑  https://demo.istat.it/?l=it.